# 古爾卡峰
古爾卡峰（英語：Goorkha Craters）是南極洲的山丘，位於奧次地，處於庫珀冰原島峰以東4公里，長9公里，在英國探險隊發現和命名，現時由南極條約體系管理。